# طين الصلبي (الملاح)

تعديل مصدري - تعديل

طين الصلبي هي إحدى قرى عزلة الملاح بمديرية الملاح التابعة لمحافظة لحج، بلغ تعداد سكانها 119 نسمة حسب تعداد اليمن لعام 2004.